# Amecameca de Juárez
Amecameca de Juárez är en stad i Mexiko, och administrativ huvudort i kommunen Amecameca i den östra delen av delstaten Mexiko, i den centrala delen av landet. Staden hade 31 687 invånare vid folkräkningen 2010, och är det klart största samhället i kommunen.
Amecameca de Juárez ligger precis väst om de båda vulkanerna Iztaccihuatl och Popocatépetl, cirka 40 kilometer ost om Mexico City.

## Galleri

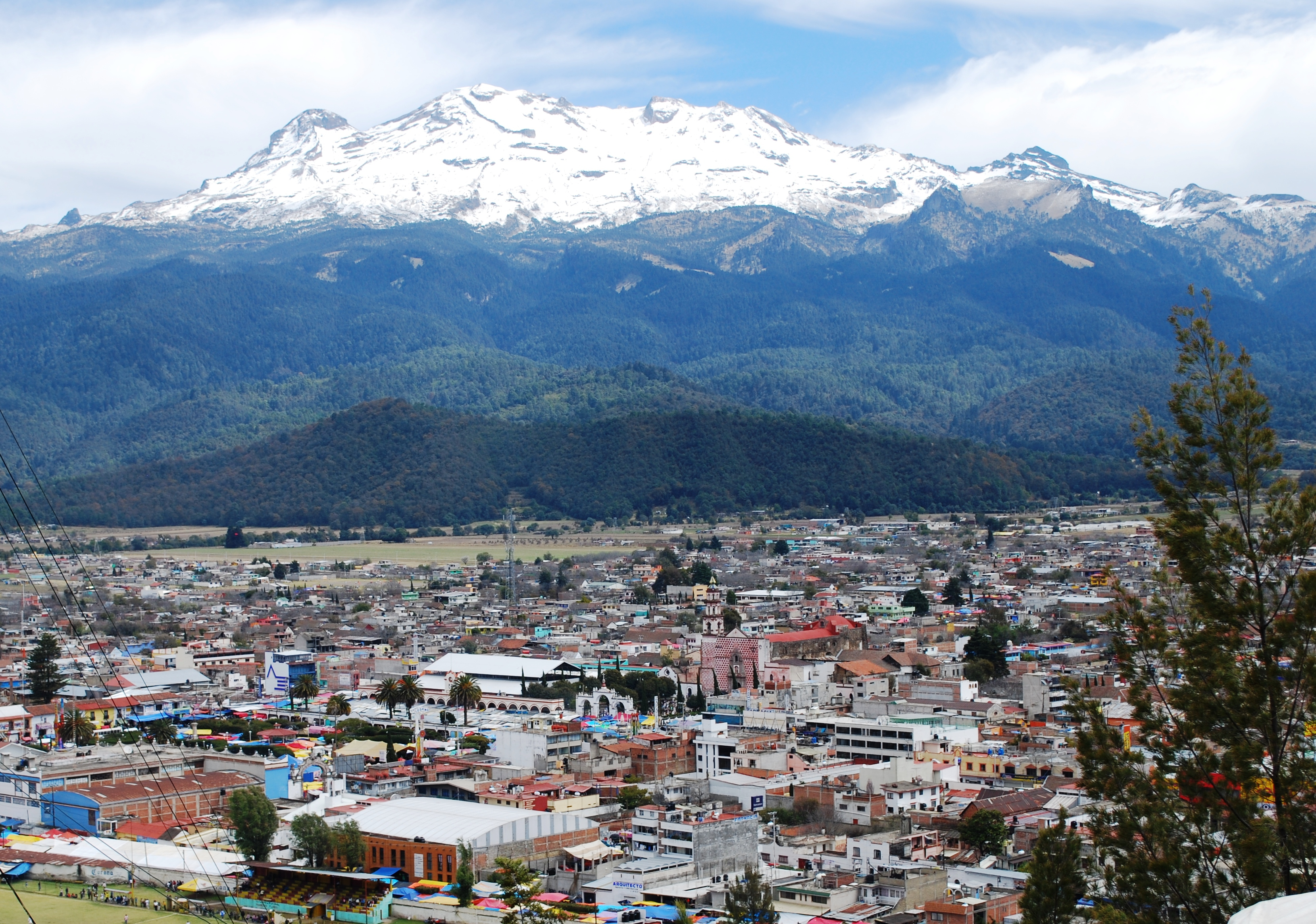
Panorama med Iztaccihuatl i bakgrunden.
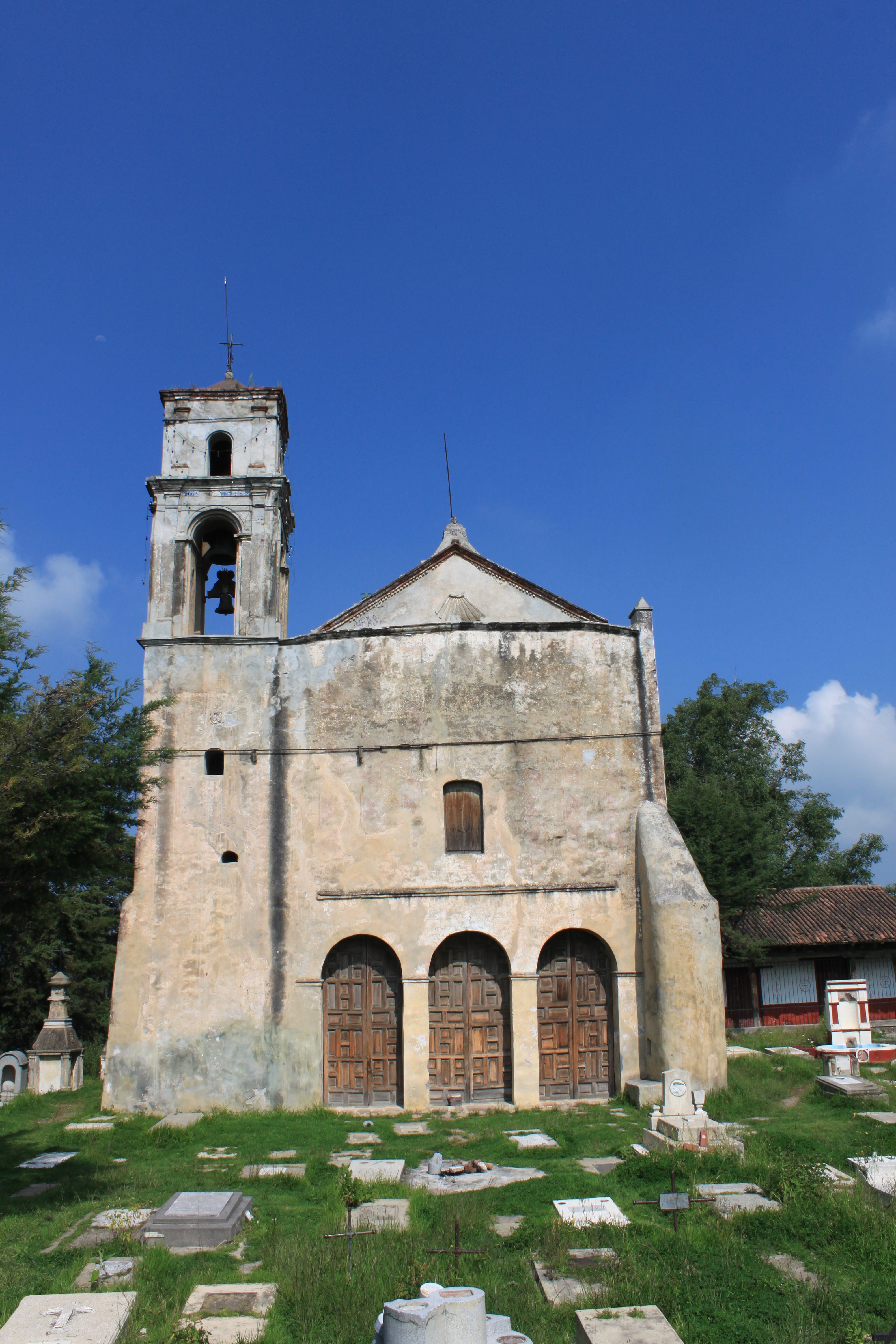
Capilla Guadalupita.
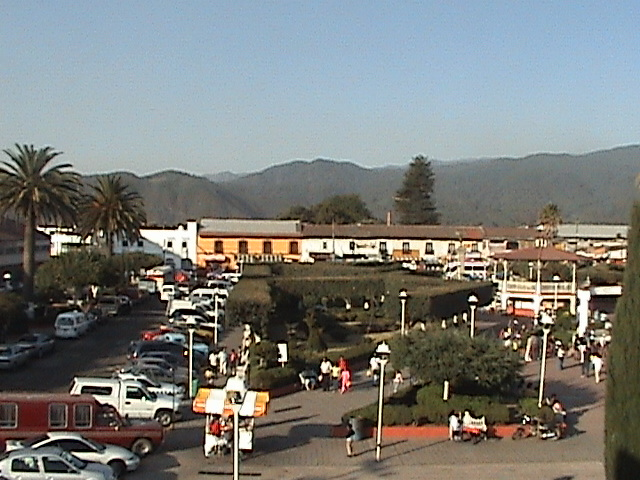
Centralt.
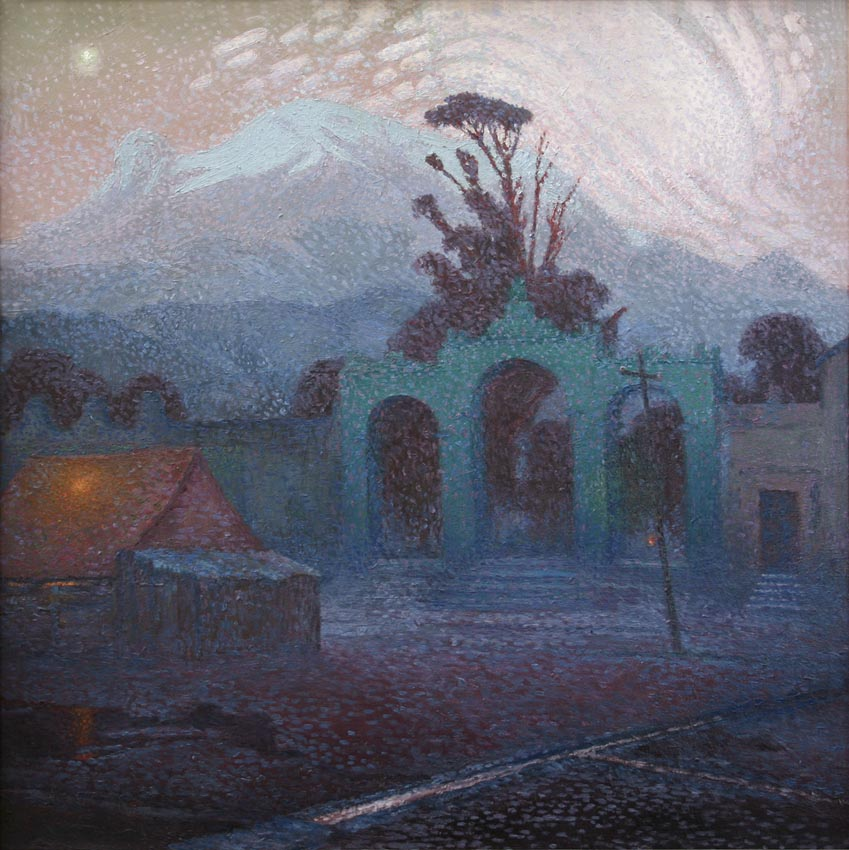
Torget 'Plaza Amecameca' avbildat av Francisco Romano Guillemín, cirka 1920.
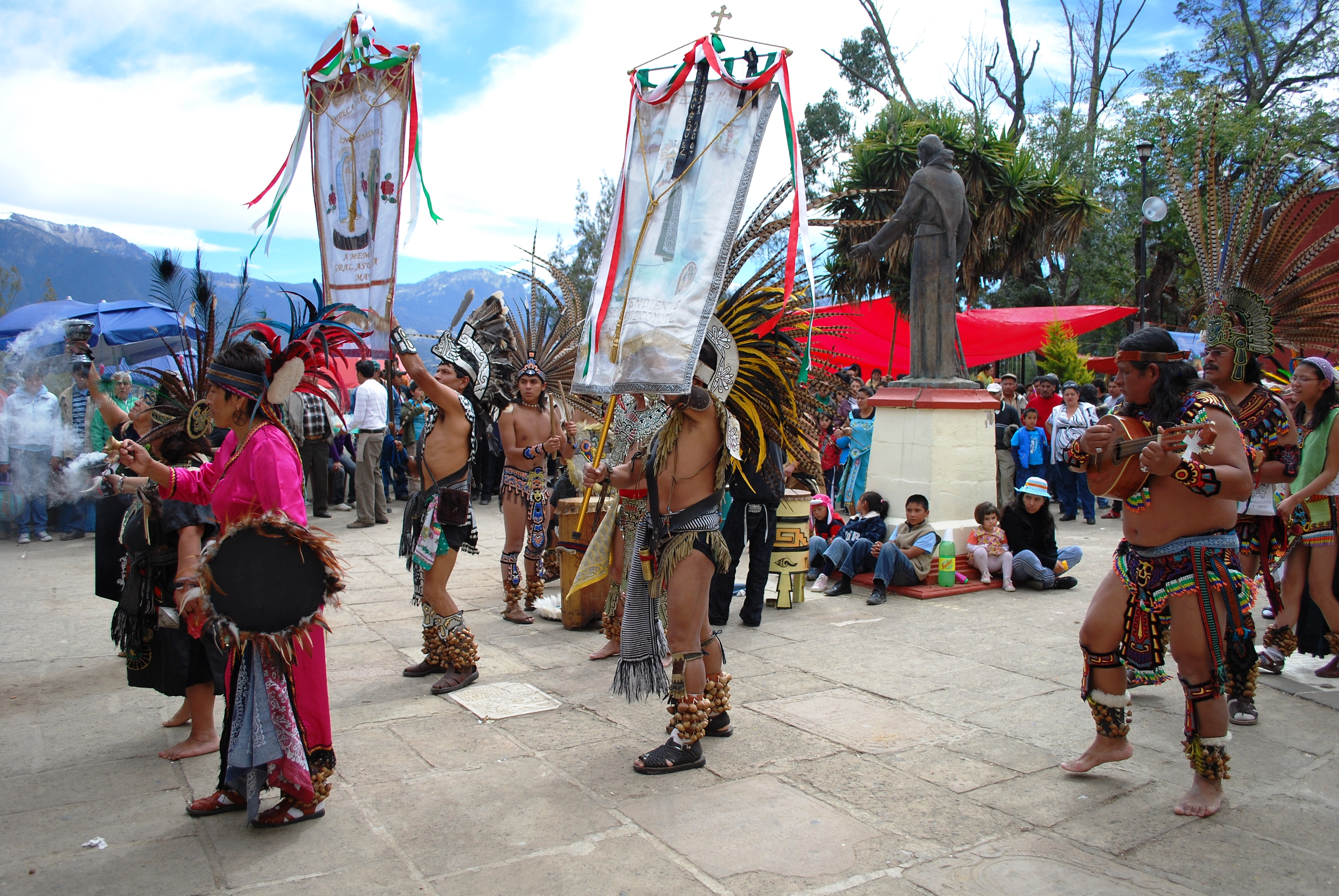
Firande vid festivalen 'Señor del Sacromonte'.